# 袁金塔

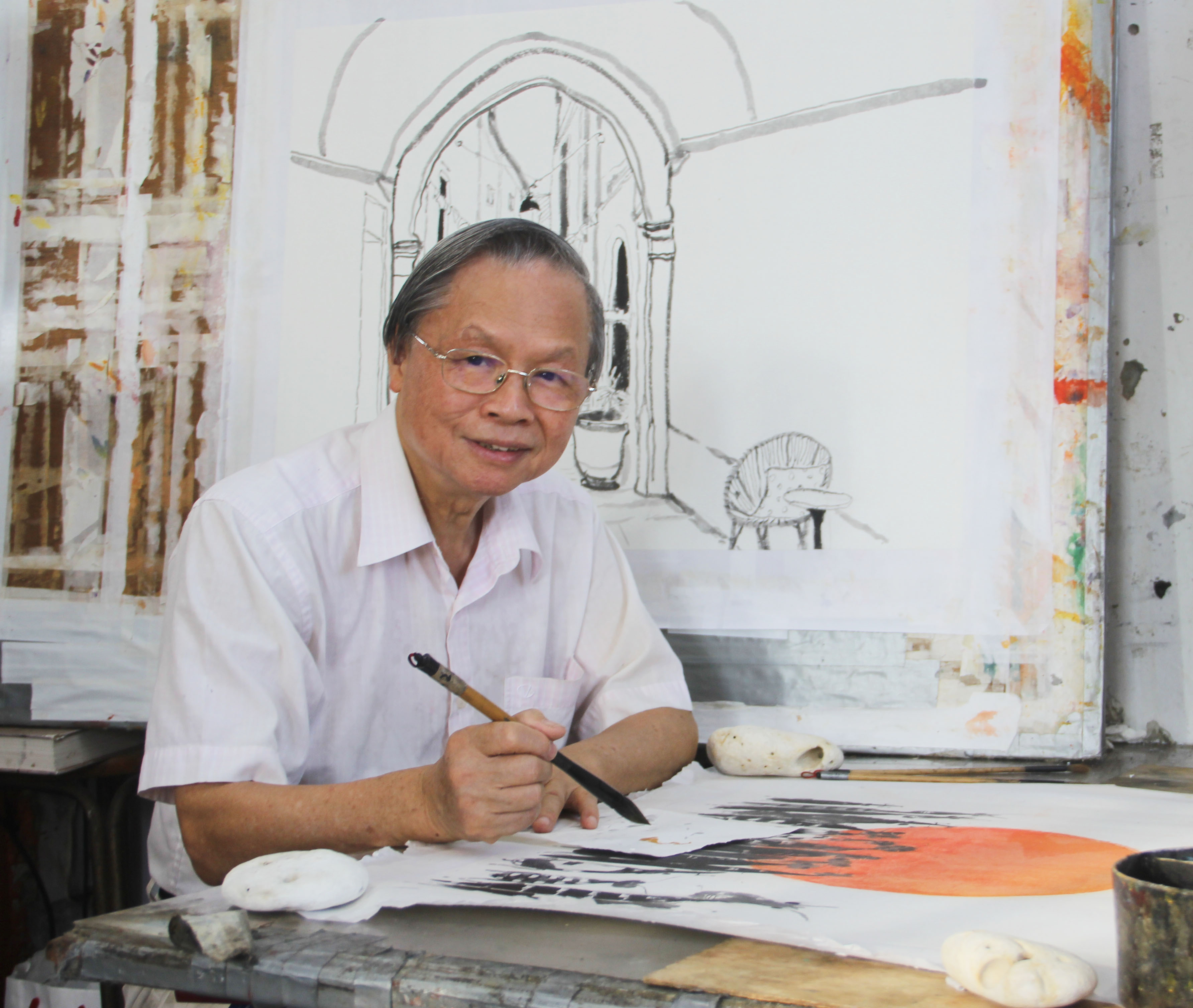
袁金塔創作時肖像(拍攝於2022/8/15)

袁金塔(1949年—) ，台灣彰化縣員林市人，台灣當代水墨藝術家。美國紐約市立大學美術研究所碩士（M. F. A.），國立臺灣師範大學美術學系名譽教授。

## 生平
袁金塔1949年4月，生於台灣彰化縣員林市。兒時生活於鄉間。1962年，初中，曾參加戶外寫生隊，練習水彩寫生。1965年，中學進新竹師範(現併入臺灣清華大學) 因三年住校有較多時間自修，養成閱讀的習慣，紮實書法、繪畫的基礎受黃君璧、林玉山、李霖燦、廖繼春、李石樵、廖修平等老師啟發。 1971年，進臺師大美術系，此時系內還未分組，課程設計為中西兼學、理論與創作並重，袁金塔亦在此階段對傳統文化藝術與西方藝術的精神內容、發展方向、及其背後的政經、社會、文化、教育因素有所認識，並將二者綜合活用發揮在創作。 1982.8進美國紐約市立大學（CCNY）美術研究所進修，受普普藝術、新表現主義、裝置、錄像影響，特別是指導教授吉基爾(Madeleine Gekiere，1919-2014)啟迪。 曾任臺師大美術系教授(1994–2004)．主任、所長(1999–2002) ，所長任內成立國內第一所西洋美術史博士班(2000年)及美術教育與美術行政暨管理組博士班(2001年)，2018年，成立袁金塔當代美術館 （页面存档备份，存于），推廣文化藝術。2020年12月被臺師大藝術學院聘為名譽教授。 創作內容緊扣著台灣土地的人、事、物、景，和社會變遷脈絡，並以水墨創作為主，近期(1985)則以跨文化、多媒材裝置呈現，創作手法橫跨陶瓷、紙漿、油彩、版畫、現成物等。

## 創作分期
袁金塔，台灣當代水墨藝術家，致力於台灣當代水墨創作革新與教育。早前專攻西畫，直至偶然在大三期間與同學拜師校外名家，因有感傳統水墨的侷限性，開始提筆投入水墨創作，作品形式豐富而多樣。 並發表論文、出版專書、畫冊、策展探索當代水墨創新，擴大水墨畫的表現領域、以建立台灣水墨畫的主體性。 創作信念則為:一、別人做過，我不做(除非有更新的發現)。二、別人不敢，我敢(非標新立異、譁眾取寵)。三、別人不能，我能(非無的放矢，而為有意義之創造)。

### (一)早期:鄉土寫實（1970~1982 AD.）
1970年代，受保釣運動及台美斷交等政治衝突，當時的知識份子為擺脫西方文化將自身視角轉為關懷本土的人文風情，進而激起政治、文學、藝術等界一連串鄉土意識運動，繪畫受美國畫家魏斯（Andrew Wyeth)以寫實手法描繪美國鄉間景致與新寫實主義(new realism)啟發，寫實主義成為表現鄉土的方法，各地青年陸續響應走入鄉間，探尋農村、古厝、農人生活等懷舊題材。
1973年，12月，袁金塔油畫作品《港》，獲台灣省第二十八屆全省美展優選，1975年，於國立台灣師範大學美術系畢業美展，獲得國畫(水墨)、油畫、水彩，三項第一名，校長張宗良指示其留校擔任助教，從此，進入藝術專業學府從事創作研究教學。1976年，作品《穀倉》獲第39屆台陽展銅牌獎，1977年，作品《蓑衣》，袁金塔以超寫實的水墨筆法創作，描繪鄉間剝落的牆面與老舊房舍，獲得雄獅新人獎(第二屆全國青年繪畫比賽)，成為臺灣照相寫實風潮的典型代表。1978年，作品《牆角一隅》:描寫林家花園的斷垣殘壁，發思古之幽情，獲得第一屆全國青年畫展第一獎，就此確立台灣鄉土寫實風格。

### (二)中期:生態圖像（1980~1988 AD.）
接續鄉土意識的延續，1981年，袁金塔至新北市土城瓷揚窯林振龍工作室，正式跨入陶土創作，擴大創作媒材，1982年，到美國紐約市立大學美術研究所進修。受普普藝術、新表現主義、裝置藝術、錄像的影響，遠在異國的袁金塔體認到東方的藝術家若要獲得西方文化肯定，需從自身文化加以擷取並超越，遂突破前期照相寫實的創作方式，抽取現實物中的圖像意義加以轉化，其指導教授吉基爾（Madeleine Gekiere，1919–2014），對袁金塔綜合東西方藝術，表現臺灣當代藝術的方式表示肯定。自美返台後，更採用台灣本土圖像以拓印手法、半抽象的符號性繪畫表現「一沙一世界」的佛教宇宙觀，如:「魚葉」、「蝴蝶」等。在此時期的創作，袁金塔試圖藉由外界環境，讓人產生類比的心態，借而引發人本身的心智變化，進而關懷生態環保。

### (三)近期:社會文化（1985~ AD.）
隨著臺灣社會發展，適逢臺灣民主化運動(1987)，以人為本的核心價值成為主流，社會動盪不安。長期以台灣人文精神作為創作的袁金塔，受當下氛圍影響，創作風格從鄉土寫實、生態關懷擴大到對當代人文社會中的省思批判，探索人性的貪婪、好色、謊言、鬥爭……。創作內容涉及生態環保、性別、情色議題、政治社會亂象等，在表現形式媒材技法則將水墨、陶瓷、紙漿、油彩、版畫、現成物等，綜合再一起並以平面、立體裝置展現。2004年，作品《換人坐》:探討選舉文化中的謊言，並在首屆傅抱石獎，南京水墨畫傳媒三年展中，榮獲傅抱石大獎，2005年，更以古書如:《詩經》、《山海經》、《本草綱目》、《離騷》……等，做為創作形式，突顯當代政治社會的脫序、弊病象徵，如:「換人坐」、「迷」、「粉貓」、「廁所文化」等。 2017年，第十屆法國世界版畫三年展邀請展出，2023年，首屆世界華人美術金筆獎「藝術功勳」獎，2024年，國際濕地科學家學會(Society of Wetland Scientists, SWS)大會獲得藝術贊助獎。

### 畫冊
- 2008年，生態·時尚·消費—袁金塔作品選，台北長流美術館。[15]
- 2009年，台灣印記—袁金塔作品選，台北長流美術館。[16]
- 2009年，台灣印記2—2009袁金塔作品展，高雄正修科技大學藝術中心出版 。[17]
- 2010年，島嶼臺灣─袁金塔鄉土寫實作品選1968–2010，台北長流美術館。[18]
- 2013年，不紙這樣─袁金塔水墨紙藝多媒材作品展，彰化市公所。[19]
- 2017年，袁金塔法國2017年巡迴展，台北長流美術館。
- 2021年，袁金塔—古籍新詮。水墨紙漿多媒材裝置作品選 彰化縣文化局。[20]

### 書籍
- 2003年，台灣美術地方發展史全集（宜蘭地區）。文建會、國立台灣美術館編印。
- 2008年，普通高級中學藝術生活(視覺應用藝術篇) 。台北泰宇出版有限公司。
- 2021年，袁戲於史海的藝術 柯孟德著 Yuan Chin-taa sur I′Epire du Milieu Introduction et textes liminaires de Christophe Comentale Avant-propos de Emmanuel Lincot[21]
- 2022年，袁金塔水墨．多媒材．裝置作品選2022年2月東京都美術館展出。芸象万千文化教育學院。[22]
- 2023年，袁金塔論當代水墨藝術—跨文化與多媒材創作。藝術家出版社。[23]